# Чевик, Илайда
Илайда́ Чеви́к (тур. İlayda Çevik; род. 22 декабря 1994, Балыкесир) — турецкая актриса

 театра, кино и телевидения.

## Биография и карьера
Илайда Чевик родилась 22 декабря 1994 года в Балыкесире (Турция). Она окончила частную школу искусств им. Мимара Синана, а затем получила театральное образование в Художественном центре им. Мюждата Гезена и в Университете Едитепе.
Чевик начала свою карьеру с работы в Городском театре Бурхание. Она сыграла свою первую театральную роль в детской пьесе «Детская площадка». В 2013 году Чевик дебютировала в кино, сыграв роль Айчи в фильме «Для моей дочери». В том же году она начала играть роль Майи Шамверди в телесериале «Чёрная роза», в котором снималась до 2016 года. С 2018 по 2019 год Чевик играла роль Беррак Йылмаз в телесериале «Истерзанная» и была номинирована на Молодёжную премию Турции в категории «Лучшая актриса второго плана на телевидении» за эту работу. С 2020 по 2021 год она играла роль Балджи Кочак в телесериале «Постучись в мою дверь».
Помимо родного турецкого языка, Чевик свободно говорит на немецком и французском языках.

## Фильмография
| Год       |     | Русское название      | Оригинальное название | Роль          |
| --------- | --- | --------------------- | --------------------- | ------------- |
| 2013      | ф   | Для моей дочери       | Kızım İçin            | Айча          |
| 2013—2016 | с   | Чёрная роза           | Karagül               | Майя Шамверди |
| 2015      | кор | Похороны              | Bir Cenaze            | Дениз         |
| 2017      | ф   | Господин Ниязи        | Niyazi Bey            |               |
| 2017      | с   | Безымянные            | İsimsizler            | Йылдыз Кескин |
| 2017      | с   | Воин                  | Savaşçı               | Гюлайше       |
| 2018—2019 | с   | Истерзанная           | Sen Anlat Karadeniz   | Беррак Йылмаз |
| 2020      | с   | Если любовь позовёт   | Gel Dese Aşk          | Бахар Четин   |
| 2020—2021 | с   | Постучись в мою дверь | Sen Çal Kapımı        | Балджа Кочак  |
| 2021—2022 | с   | Однажды в Чукурова    | Bir Zamanlar Çukurova | Бетюль Яман   |
| 2022      | ф   | Врач по отношениям    | İlişki Doktoru        | Ниль          |
| 2022—2023 | с   | Ловушка               | Tuzak                 | Луна          |